# Hermaville
Hermaville est une commune française située dans le département du Pas-de-Calais en région Hauts-de-France. Ses habitants sont appelés les Hermavillois.
La commune fait partie de la communauté de communes des Campagnes de l'Artois qui regroupe 96 communes et compte 33 141 habitants en 2021.

## Géographie

### Localisation
Localisée dans le sud-est du département du Pas-de-Calais, Hermaville est une commune située, à vol d'oiseau, à 6 km au nord-est de la commune d'Avesnes-le-Comte et à 14 km au nord-ouest de la commune d’Arras (chef-lieu d'arrondissement et préfecture du Pas-de-Calais).
Le territoire de la commune est limitrophe de ceux de six communes.
Les communes limitrophes sont Aubigny-en-Artois, Lattre-Saint-Quentin, Tilloy-lès-Hermaville, Agnières, Capelle-Fermont et Habarcq.

### Géologie et relief
La superficie de la commune est de 6,32 km2 ; son altitude varie de 85  à   142 m.

### Hydrographie

#### Réseau hydrographique
La commune est située dans le bassin Artois-Picardie. Elle est drainée par l'Hermaville,.

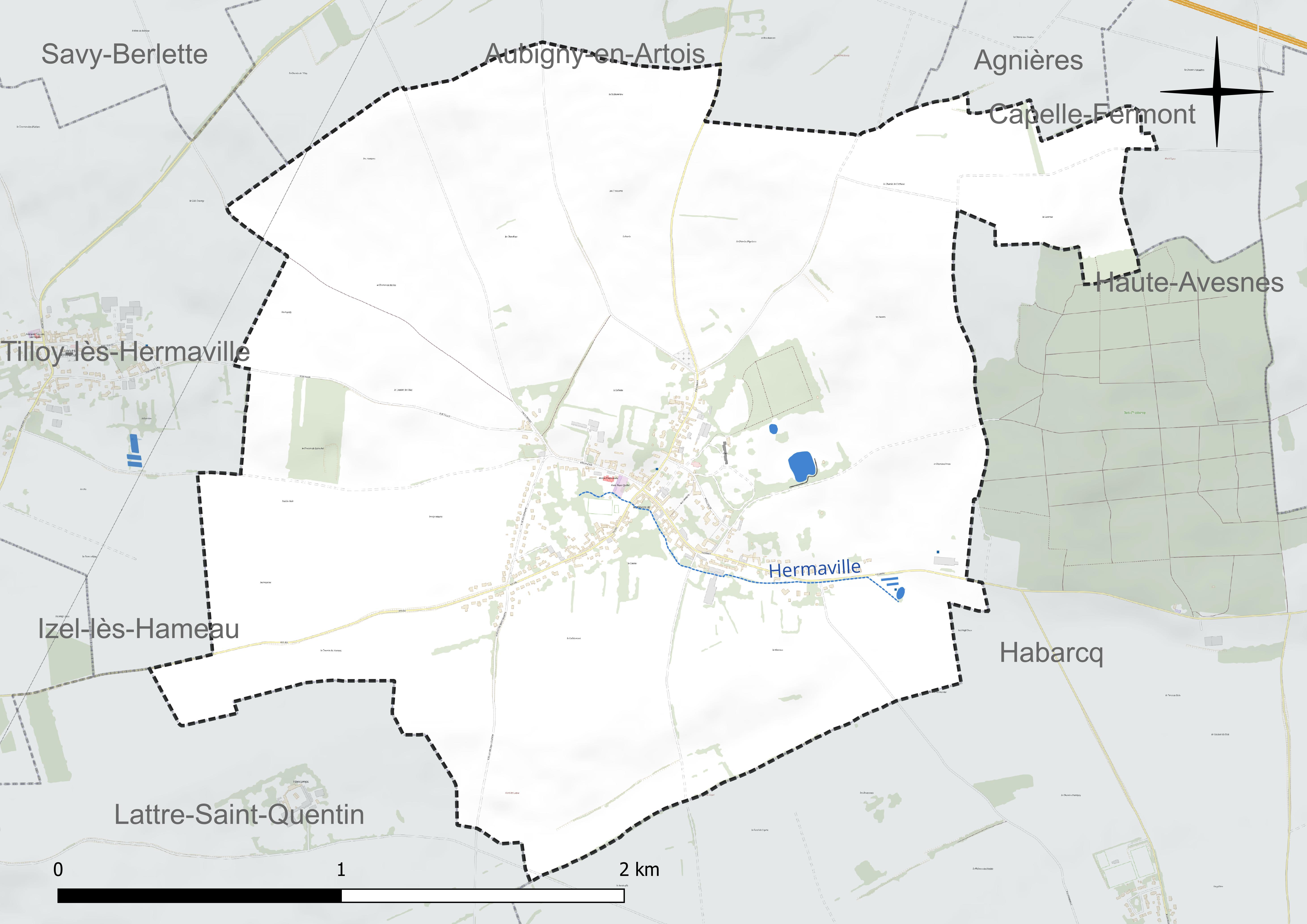
Réseau hydrographique d'Hermaville.

#### Gestion et qualité des eaux
Le territoire communal est couvert par le schéma d'aménagement et de gestion des eaux (SAGE) « Scarpe amont ». Ce document de planification concerne un territoire de 553 km2 de superficie, délimité par le bassin versant de la Scarpe amont et se composant de trois vallées : celle de la Scarpe, du Gy et du Crinchon. Le périmètre a été arrêté le 15 juillet 2010 et le SAGE proprement dit a été approuvé le 19 décembre 2023. La structure porteuse de l'élaboration et de la mise en œuvre est la communauté urbaine d'Arras.
La qualité des cours d'eau peut être consultée sur un site dédié géré par les agences de l'eau et l'Agence française pour la biodiversité.

### Climat
Pour des articles plus généraux, voir Climat des Hauts-de-France et Climat du Pas-de-Calais.
En 2010, le climat de la commune est de type climat océanique dégradé des plaines du Centre et du Nord, selon une étude du CNRS s'appuyant sur une série de données couvrant la période 1971-2000. En 2020, Météo-France publie une typologie des climats de la France métropolitaine dans laquelle la commune est exposée à un climat océanique et est dans une zone de transition entre les régions climatiques « Nord-est du bassin Parisien » et « Côtes de la Manche orientale ».
Pour la période 1971-2000, la température annuelle moyenne est de 10,2 °C, avec une amplitude thermique annuelle de 14,1 °C. Le cumul annuel moyen de précipitations est de 824 mm, avec 12,2 jours de précipitations en janvier et 8,9 jours en juillet. Pour la période 1991-2020, la température moyenne annuelle observée sur la station météorologique la plus proche, située sur la commune de Saulty à 13 km à vol d'oiseau, est de 10,4 °C et le cumul annuel moyen de précipitations est de 899,7 mm,. Pour l'avenir, les paramètres climatiques de la commune estimés pour 2050 selon différents scénarios d'émission de gaz à effet de serre sont consultables sur un site dédié publié par Météo-France en novembre 2022.

### Paysages
Pour un article plus général, voir Paysage en France.
La commune est située dans le paysage régional des grands plateaux artésiens et cambrésiens tel que défini dans l'atlas des paysages de la région Nord-Pas-de-Calais, conçu par la direction régionale de l'Environnement, de l'Aménagement et du Logement (DREAL),. Ce paysage régional, qui concerne 238 communes, est dominé par les « grandes cultures » de céréales et de betteraves industrielles qui représentent 70 % de la surface agricole utilisée (SAU).

### Milieux naturels et biodiversité

#### Zone naturelle d'intérêt écologique, faunistique et floristique
L'inventaire des zones naturelles d'intérêt écologique, faunistique et floristique (ZNIEFF) a pour objectif de réaliser une couverture des zones les plus intéressantes sur le plan écologique, essentiellement dans la perspective d'améliorer la connaissance du patrimoine naturel national et de fournir aux différents décideurs un outil d'aide à la prise en compte de l'environnement dans l'aménagement du territoire.
Le territoire communal comprend une ZNIEFF de type 1 : le bois d'Habarcq et ses lisières. Le bois d'Habarcq constitue l'un des rares boisements de ce territoire. Cette ZNIEFF présente un intérêt géologique par la succession de couches géologiques, passant par la craie du Sénonien, les sables Landéniens et les limons de plateau.

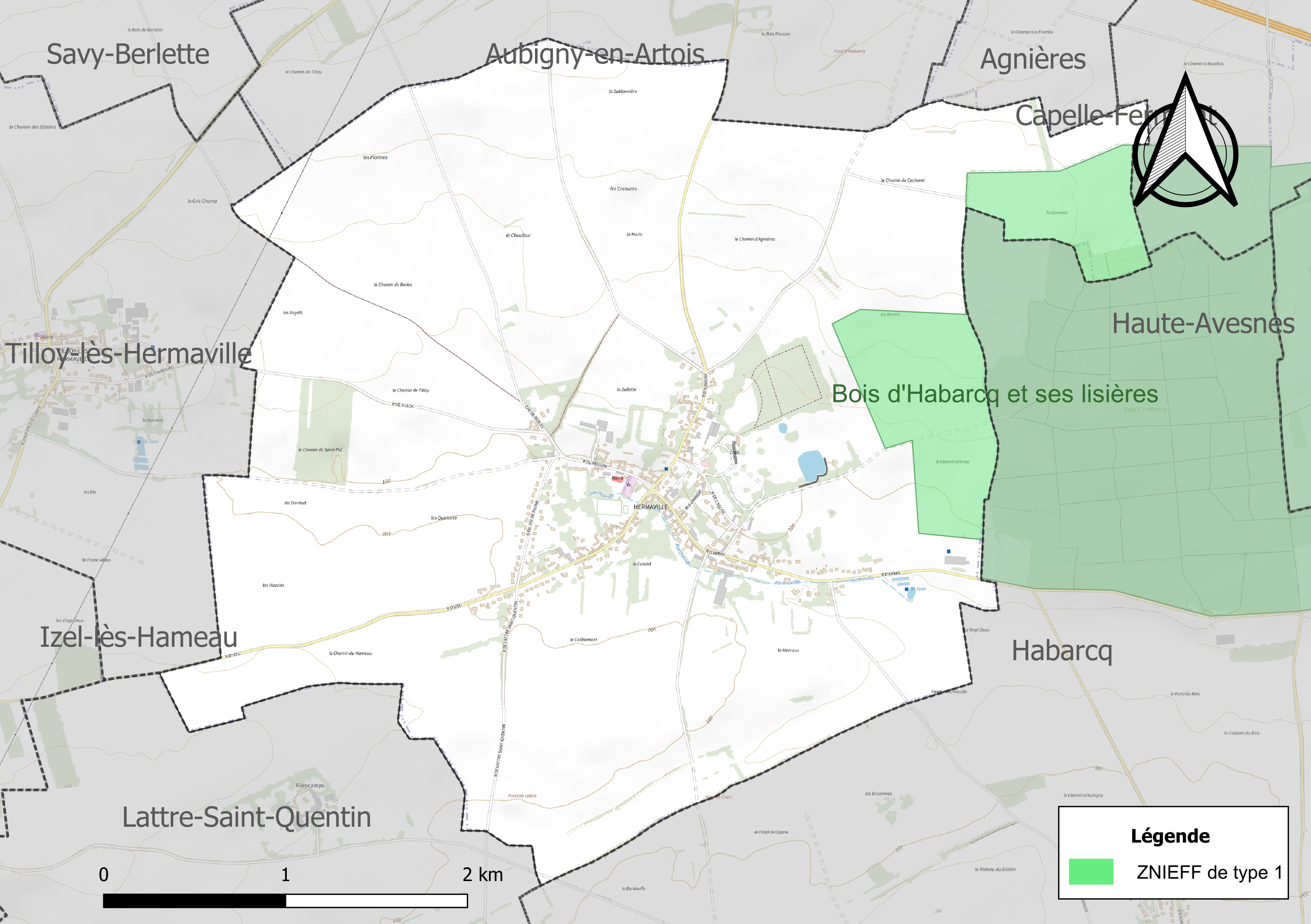
Carte de la ZNIEFF sur la commune.

#### Espèces faunistiques et floristiques
L'Inventaire national du patrimoine naturel (INPN) recense plusieurs espèces faunistiques et floristiques sur le territoire de la commune dont certaines sont protégées et d'autres menacées et quasi-menacées.

## Urbanisme

### Typologie
Au 1er janvier 2024, Hermaville est catégorisée commune rurale à habitat dispersé, selon la nouvelle grille communale de densité à sept niveaux définie par l'Insee en 2022.
Elle est située hors unité urbaine. Par ailleurs la commune fait partie de l'aire d'attraction d'Arras, dont elle est une commune de la couronne,. Cette aire, qui regroupe 163 communes, est catégorisée dans les aires de 50 000 à moins de 200 000 habitants,.

### Occupation des sols
L'occupation des sols de la commune, telle qu'elle ressort de la base de données européenne d'occupation biophysique des sols Corine Land Cover (CLC), est marquée par l'importance des territoires agricoles (92 % en 2018), en diminution par rapport à 1990 (93,2 %). La répartition détaillée en 2018 est la suivante : 
terres arables (81,6 %), prairies (10,4 %), zones urbanisées (7,4 %), forêts (0,6 %). L'évolution de l'occupation des sols de la commune et de ses infrastructures peut être observée sur les différentes représentations cartographiques du territoire : la carte de Cassini (XVIIIe siècle), la carte d'état-major (1820-1866) et les cartes ou photos aériennes de l'IGN pour la période actuelle (1950 à aujourd'hui).

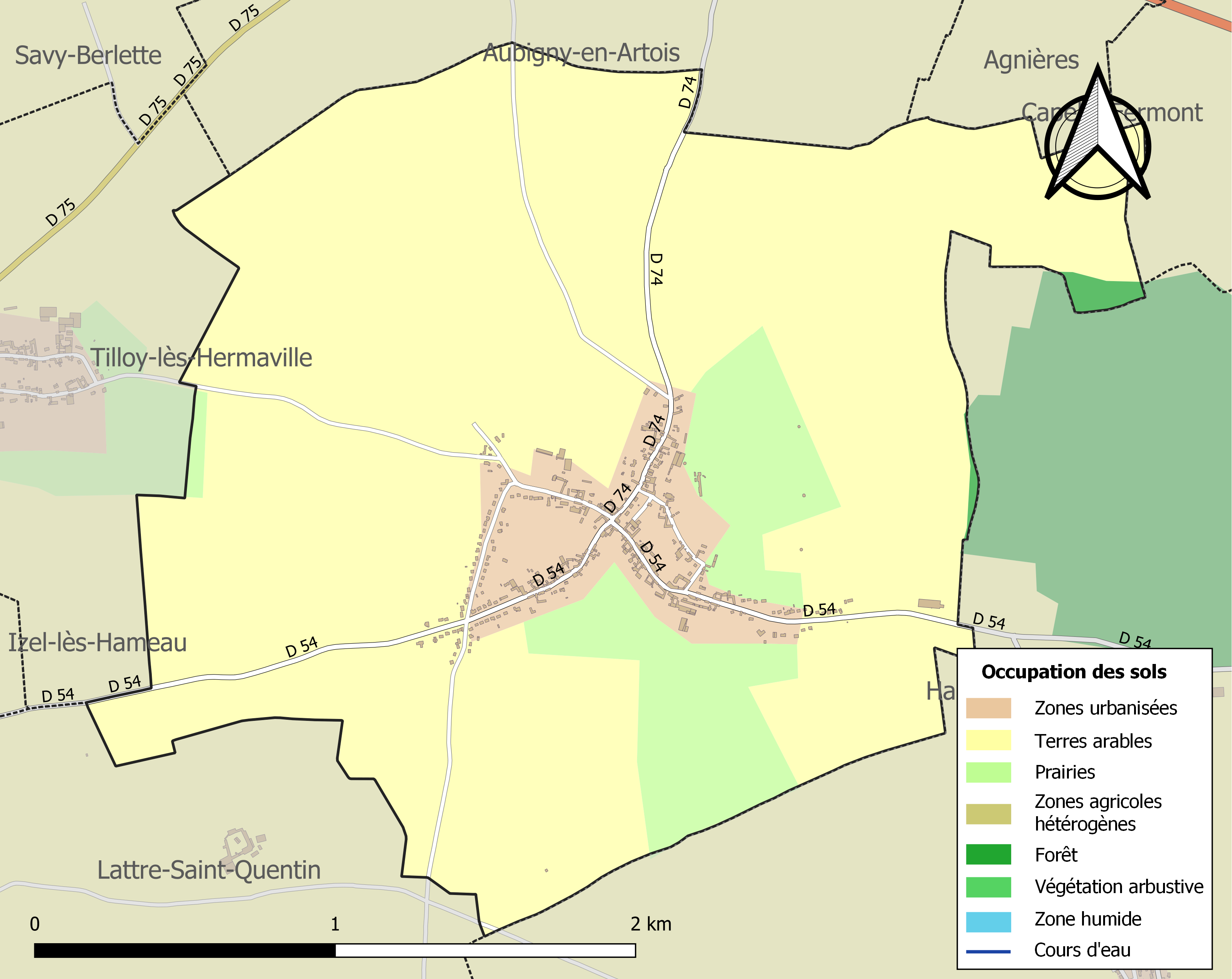
Carte des infrastructures et de l'occupation des sols de la commune en 2018 (CLC).

## Toponymie
Le nom de la localité est attesté sous les formes Harmavilla (1119) ; Harmavile (XIIe siècle) ; Haimeri villa (1226) ; Haimervilla (1226) ; Harmarvilla (1240) ; Harmarville (1261) ; Hamarville (1342) ; Harmaville (1445) ; Hermarville (1469).
Selon Maurits Gysseling, le toponyme actuel remonterait à *Harimǣri villa « la ferme de Harimǣr ». Ce nom d'homme germanique Harimǣr peut se décomposer en hari « armée » et mǣri « fameux ».
Paronymie fortuite avec Hermeville (Seine-Maritime, Hermodi villa fin XIIe siècle).

## Histoire

### Première Guerre mondiale
Pendant la Première Guerre mondiale, en mai 1915, le 20e Corps d'armée avait établi son quartier général à Hermaville.
En 1915, à différents moments de l'année, la commune, de même que celle d'Izel-lès-Hameau, voisine, a servi de lieu de cantonnement à des troupes engagées sur le front de l'Artois (le front passait dans la région de Lens-Vimy-Arras).

### Seconde Guerre mondiale
Le 21 mai 1940, au cours de la bataille de France, quatre civils (dont une femme handicapée de 78 ans dans son lit) et plusieurs maisons et fermes incendiées par la 3e Panzerdivision SS Totenkopf.

## Politique et administration

### Découpage territorial
La commune se trouve dans l'arrondissement d'Arras du département du Pas-de-Calais.

#### Commune et intercommunalités
La commune est membre de la communauté de communes des Campagnes de l'Artois.

#### Circonscriptions administratives
La commune est rattachée au canton d'Avesnes-le-Comte.

#### Circonscriptions électorales
Pour l'élection des députés, la commune fait partie de la première circonscription du Pas-de-Calais.

### Élections municipales et communautaires

#### Liste des maires
| Période                                  | Période                    | Identité      | Étiquette | Qualité                                                         |
| ---------------------------------------- | -------------------------- | ------------- | --------- | --------------------------------------------------------------- |
| Les données manquantes sont à compléter. |                            |               |           |                                                                 |
| mars 2001                                | En cours (au 23 mars 2022) | Michel Accart |           | Réélu pour le mandat 2014-2020, Réélu pour le mandat 2020-2026, |

## Équipements et services publics

### Espaces publics
La commune fait partie des villages labellisés Village Patrimoine, qui œuvrent à mettre en avant leurs patrimoines matériels et/ou immatériels (historique, culturel, naturel, architectural, etc.).
La commune est labellisée « 1 fleur » au concours des villes et villages fleuris.

## Population et société

### Démographie
Les habitants sont appelés les Hermavillois.

#### Évolution démographique
L'évolution du nombre d'habitants est connue à travers les recensements de la population effectués dans la commune depuis 1793. Pour les communes de moins de 10 000 habitants, une enquête de recensement portant sur toute la population est réalisée tous les cinq ans, les populations de référence des années intermédiaires étant quant à elles estimées par interpolation ou extrapolation. Pour la commune, le premier recensement exhaustif entrant dans le cadre du nouveau dispositif a été réalisé en 2008.

En 2022, la commune comptait 532 habitants, en évolution de −2,56 % par rapport à 2016 (Pas-de-Calais : −0,72 %, France hors Mayotte : +2,11 %).
| 1793 | 1800 | 1806 | 1821 | 1831 | 1836 | 1841 | 1846 | 1851 |
| ---- | ---- | ---- | ---- | ---- | ---- | ---- | ---- | ---- |
| 455  | 468  | 492  | 466  | 540  | 514  | 519  | 515  | 505  |

| 1856 | 1861 | 1866 | 1872 | 1876 | 1881 | 1886 | 1891 | 1896 |
| ---- | ---- | ---- | ---- | ---- | ---- | ---- | ---- | ---- |
| 536  | 522  | 530  | 518  | 476  | 450  | 460  | 436  | 438  |

| 1901 | 1906 | 1911 | 1921 | 1926 | 1931 | 1936 | 1946 | 1954 |
| ---- | ---- | ---- | ---- | ---- | ---- | ---- | ---- | ---- |
| 440  | 433  | 408  | 354  | 339  | 347  | 330  | 307  | 352  |

| 1962 | 1968 | 1975 | 1982 | 1990 | 1999 | 2006 | 2008 | 2013 |
| ---- | ---- | ---- | ---- | ---- | ---- | ---- | ---- | ---- |
| 343  | 329  | 313  | 402  | 456  | 455  | 518  | 536  | 533  |

| 2018 | 2022 | - | - | - | - | - | - | - |
| ---- | ---- | - | - | - | - | - | - | - |
| 535  | 532  | - | - | - | - | - | - | - |

#### Pyramide des âges
En 2018, le taux de personnes d'un âge inférieur à 30 ans s'élève à 33,7 %, soit en dessous de la moyenne départementale (36,7 %). À l'inverse, le taux de personnes d'âge supérieur à 60 ans est de 25,6 % la même année, alors qu'il est de 24,9 % au niveau départemental.
En 2018, la commune comptait 274 hommes pour 261 femmes, soit un taux de 51,21 % d'hommes, largement supérieur au taux départemental (48,50 %).
Les pyramides des âges de la commune et du département s'établissent comme suit.
| Hommes | Classe d’âge | Femmes |
| ------ | ------------ | ------ |
| 0,0    | 90 ou +      | 0,4    |
| 6,6    | 75-89 ans    | 4,6    |
| 18,6   | 60-74 ans    | 21,1   |
| 22,6   | 45-59 ans    | 23,4   |
| 17,9   | 30-44 ans    | 17,6   |
| 15,3   | 15-29 ans    | 16,5   |
| 19,0   | 0-14 ans     | 16,5   |

| Hommes | Classe d’âge | Femmes |
| ------ | ------------ | ------ |
| 0,5    | 90 ou +      | 1,6    |
| 5,6    | 75-89 ans    | 8,9    |
| 16,7   | 60-74 ans    | 18,1   |
| 20,2   | 45-59 ans    | 19,2   |
| 18,9   | 30-44 ans    | 18,1   |
| 18,2   | 15-29 ans    | 16,2   |
| 19,9   | 0-14 ans     | 17,9   |

## Culture locale et patrimoine

### Lieux et monuments

#### Monuments historiques
- Le château d'Hermaville. Il fait l'objet d'une inscription partielle au titre des monuments historiques depuis le 28 décembre 1993[40].
- L'église Saint-Georges, église fortifiée. Elle fait l'objet d'une inscription partielle au titre des monuments historiques depuis le 10 juin 1926[41].

#### Autres lieux et monuments
- Le monument aux morts[42].

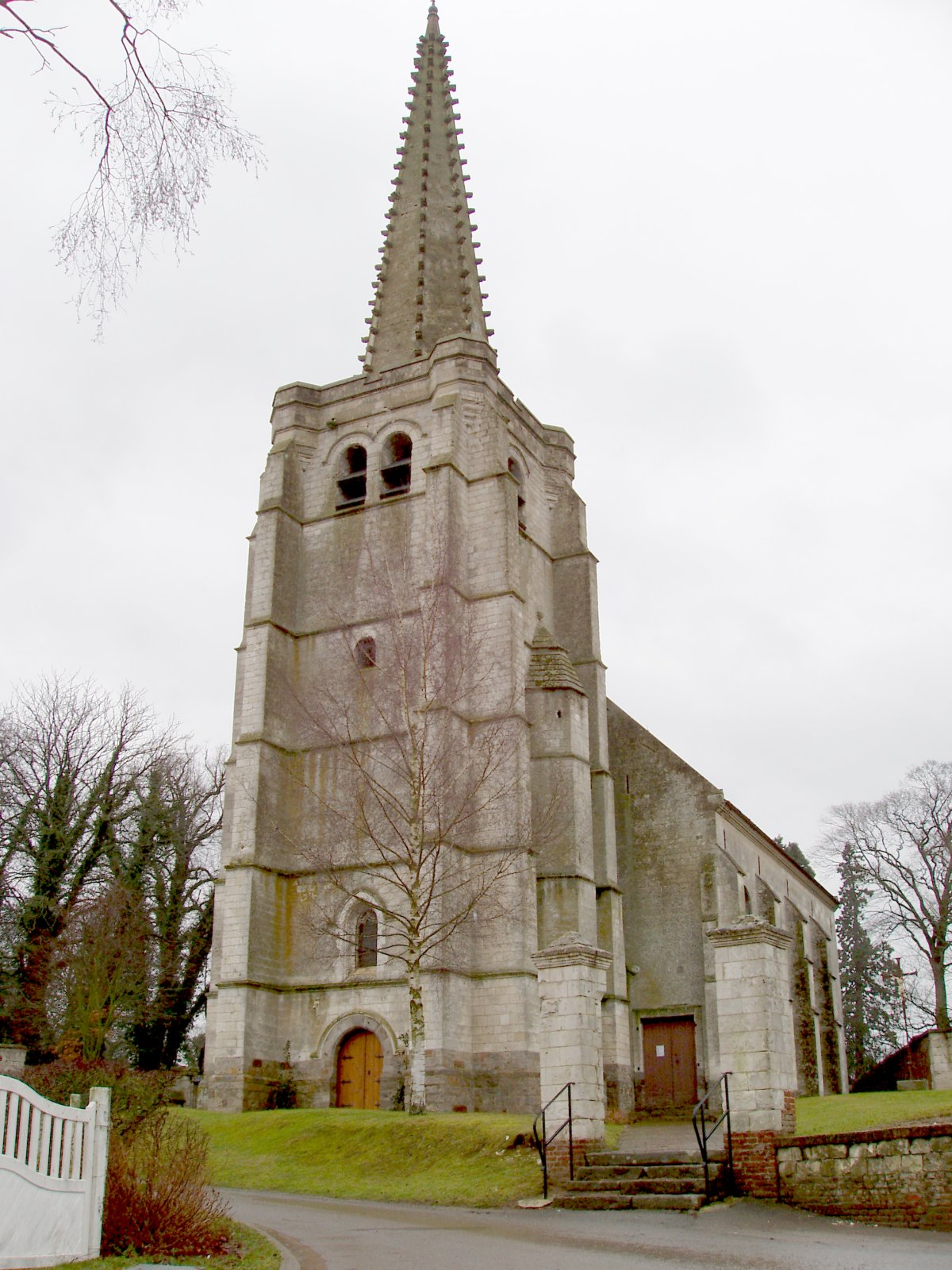
Église Saint-Georges (hiver).
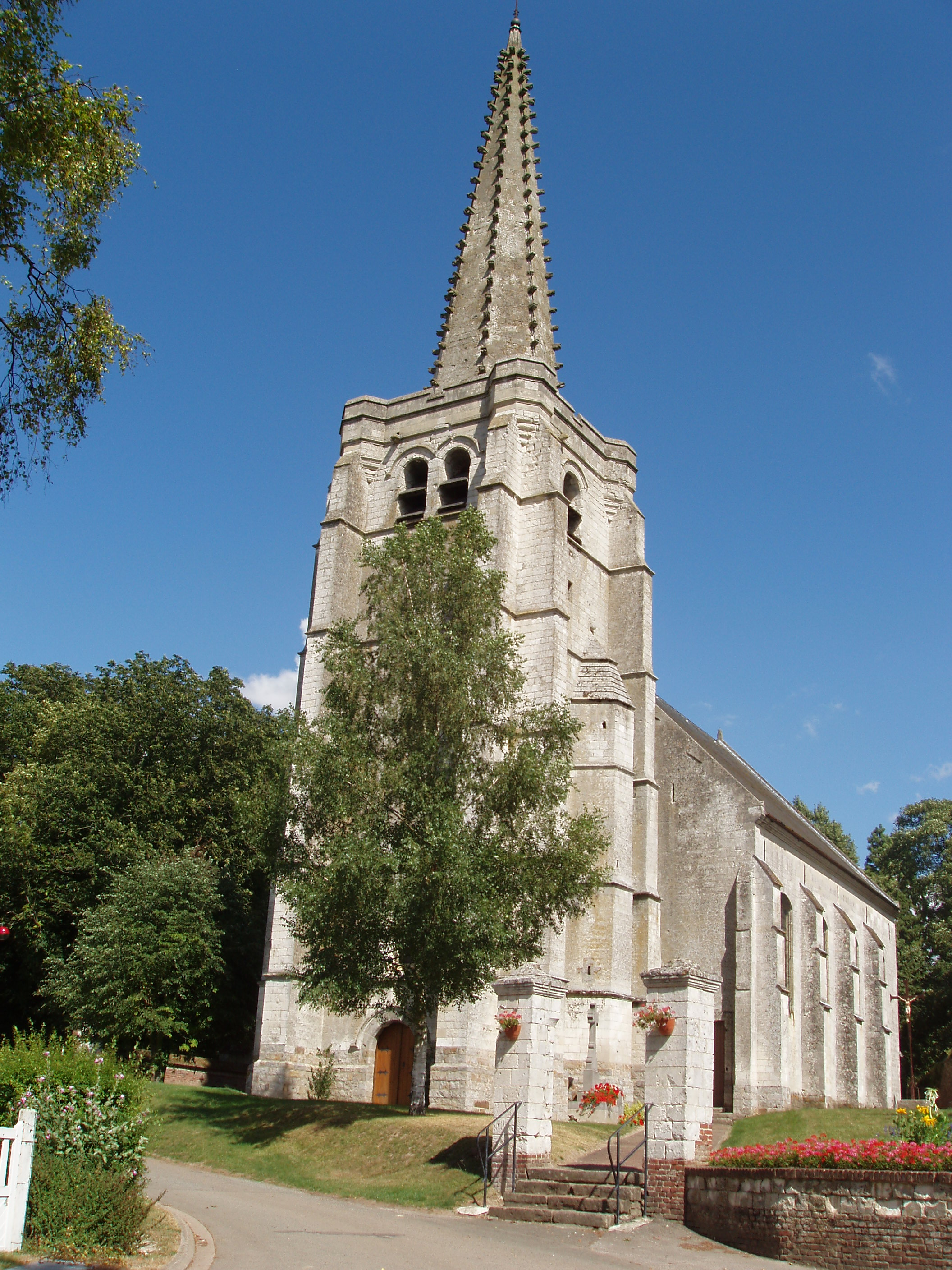
Église Saint-Georges (été).
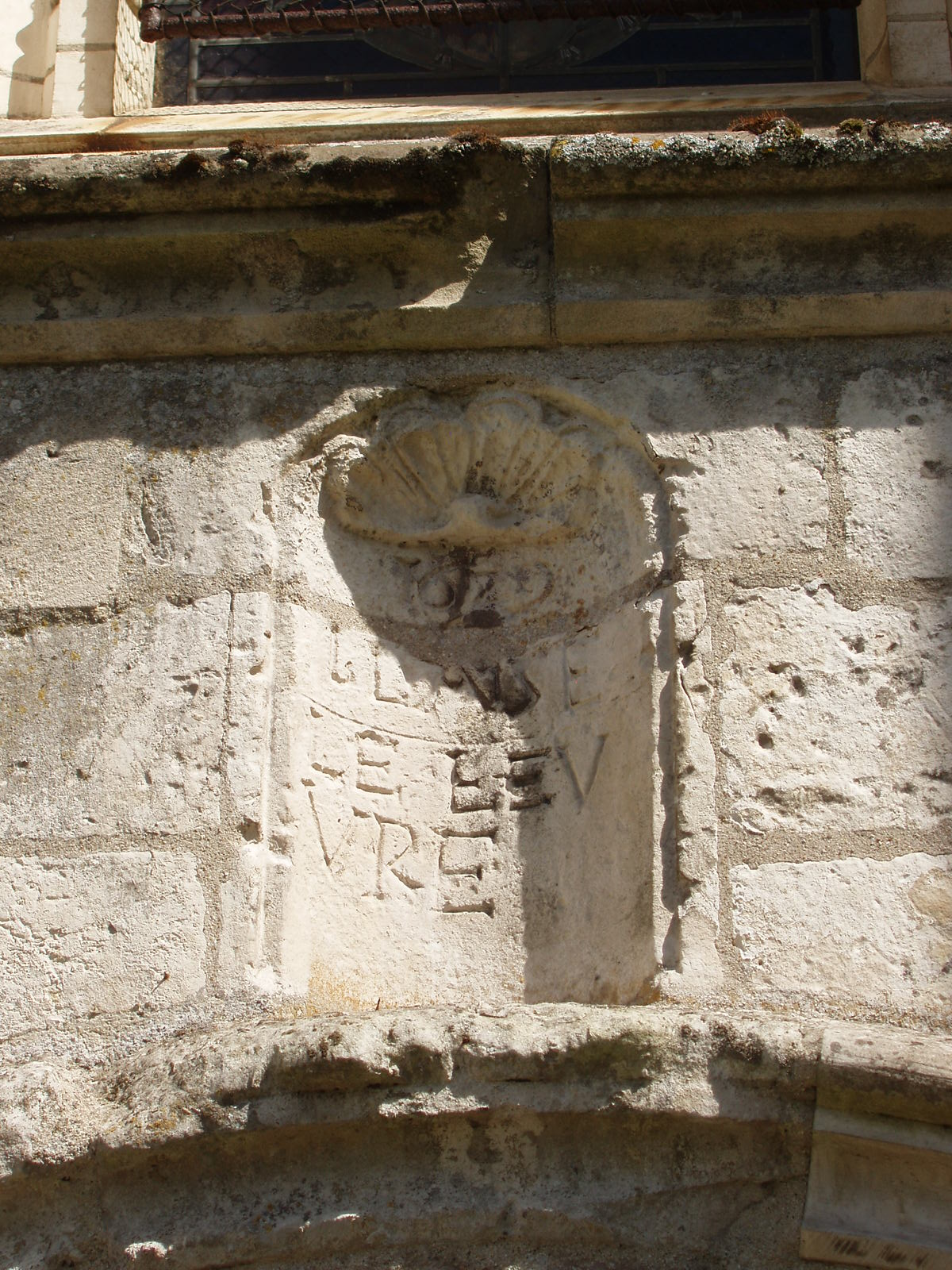
Fronton de l'église.
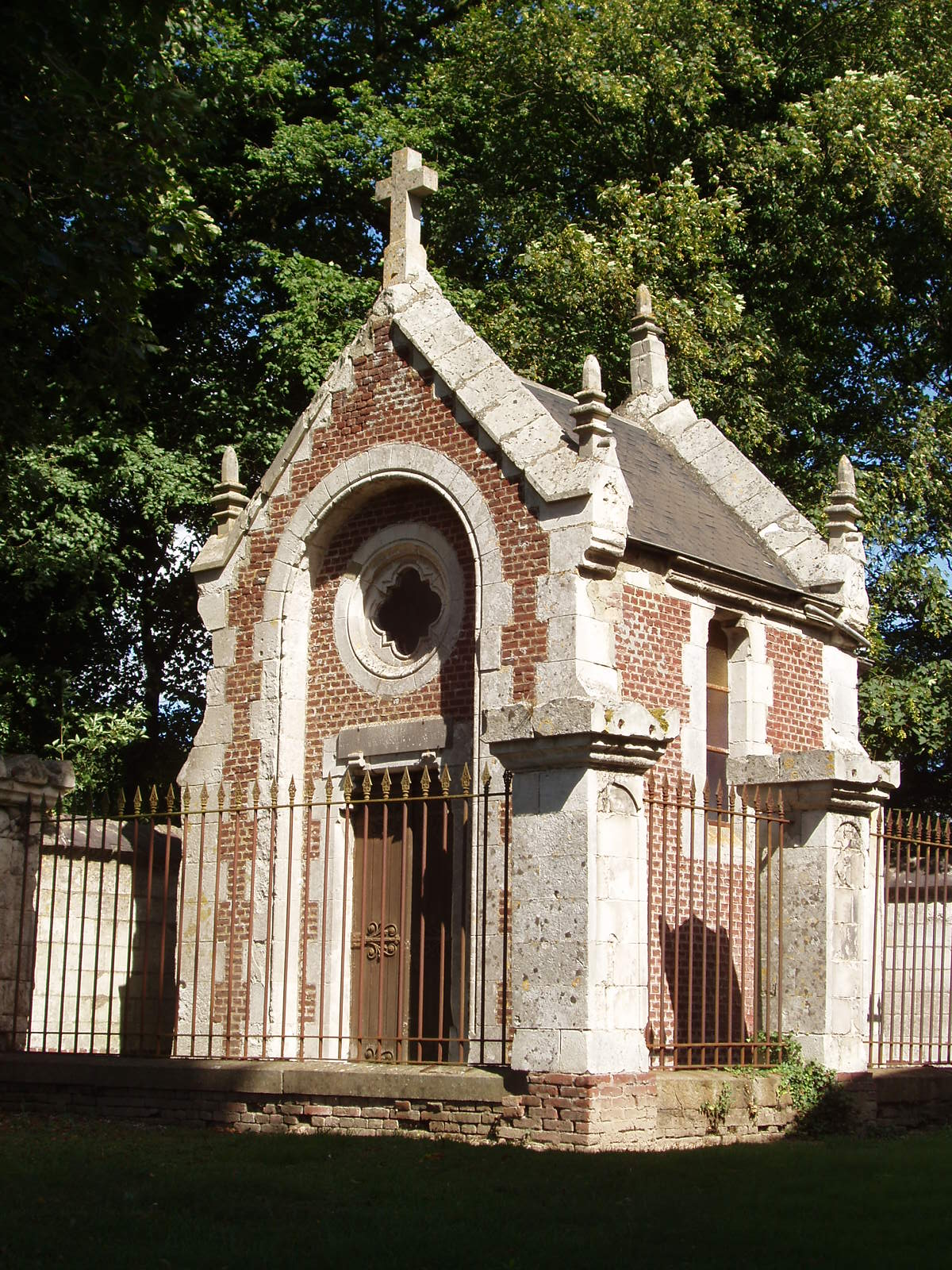
Crypte De Salignac Fénelon.
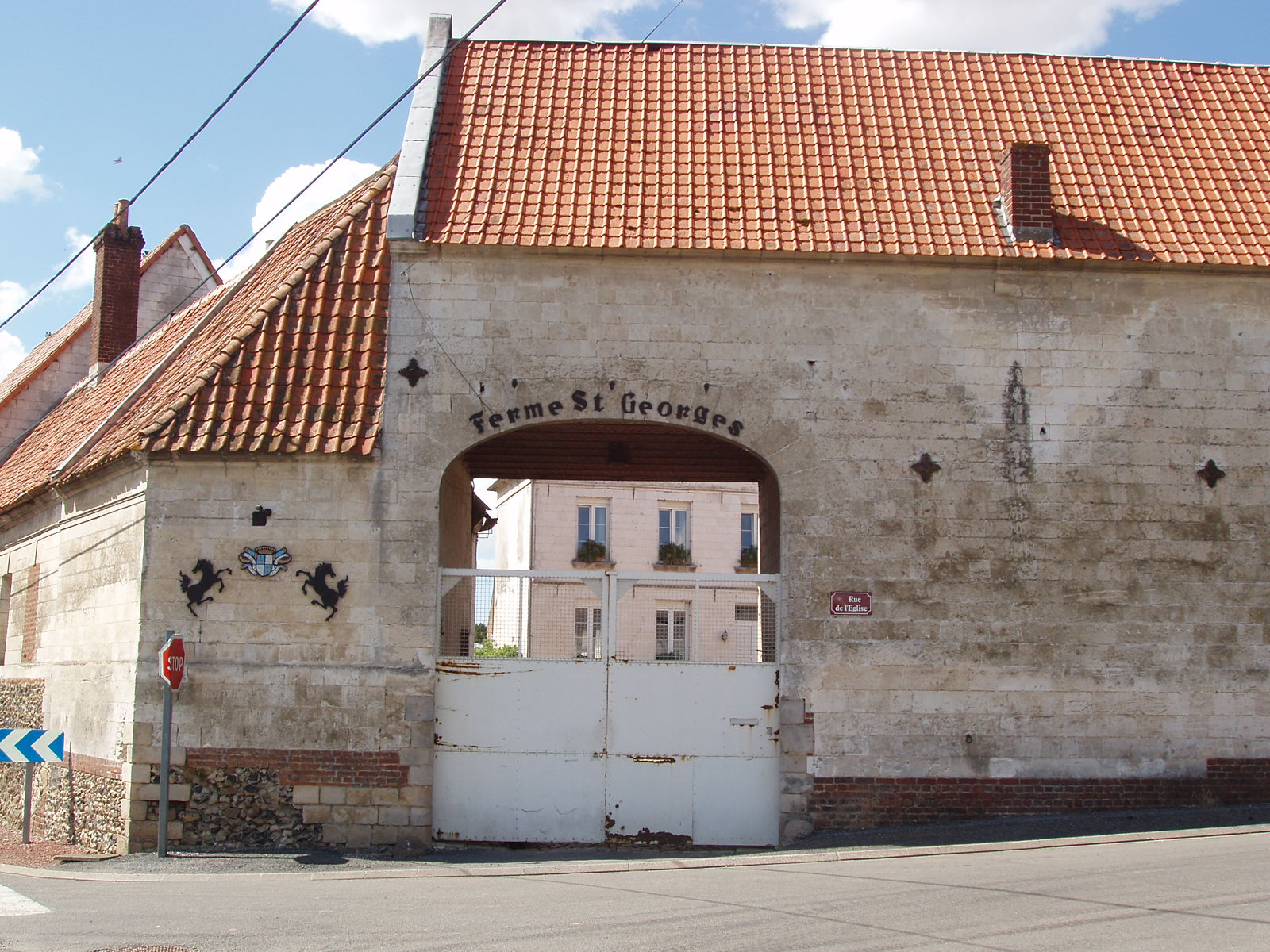
Ferme Saint-Georges (ex-équitation).
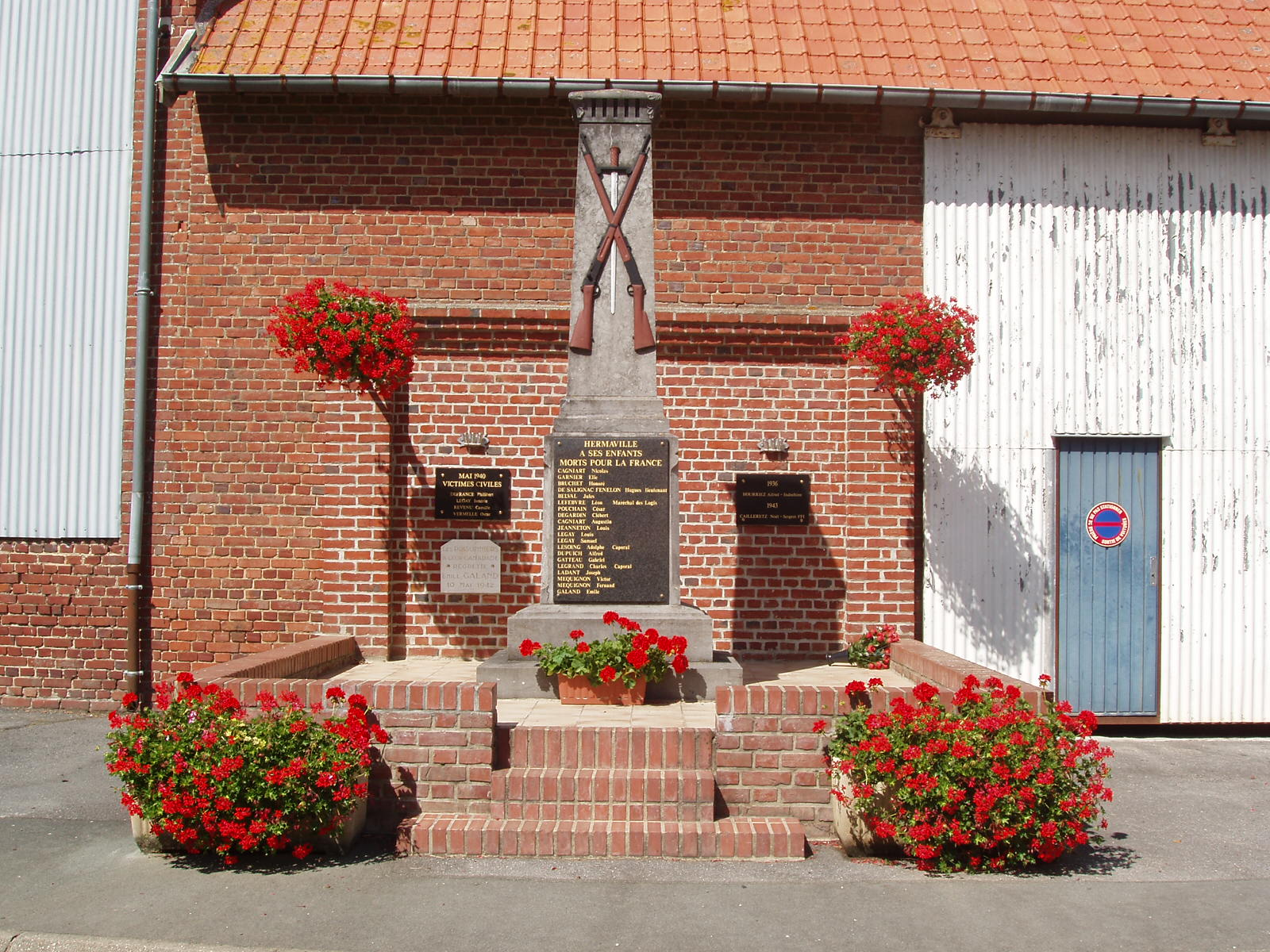
Monument aux morts.
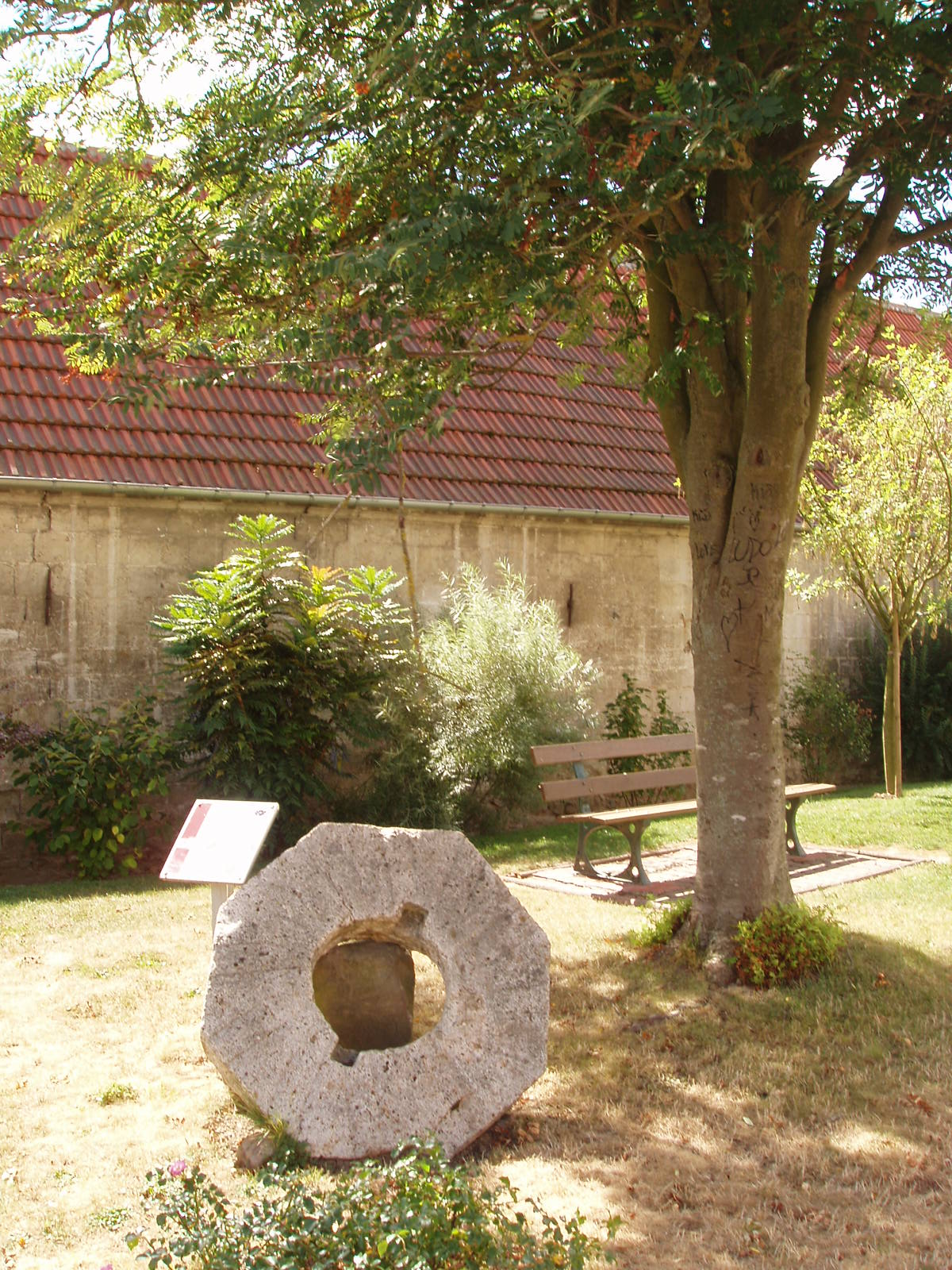
Pierre (boitard) de l'ancien moulin.
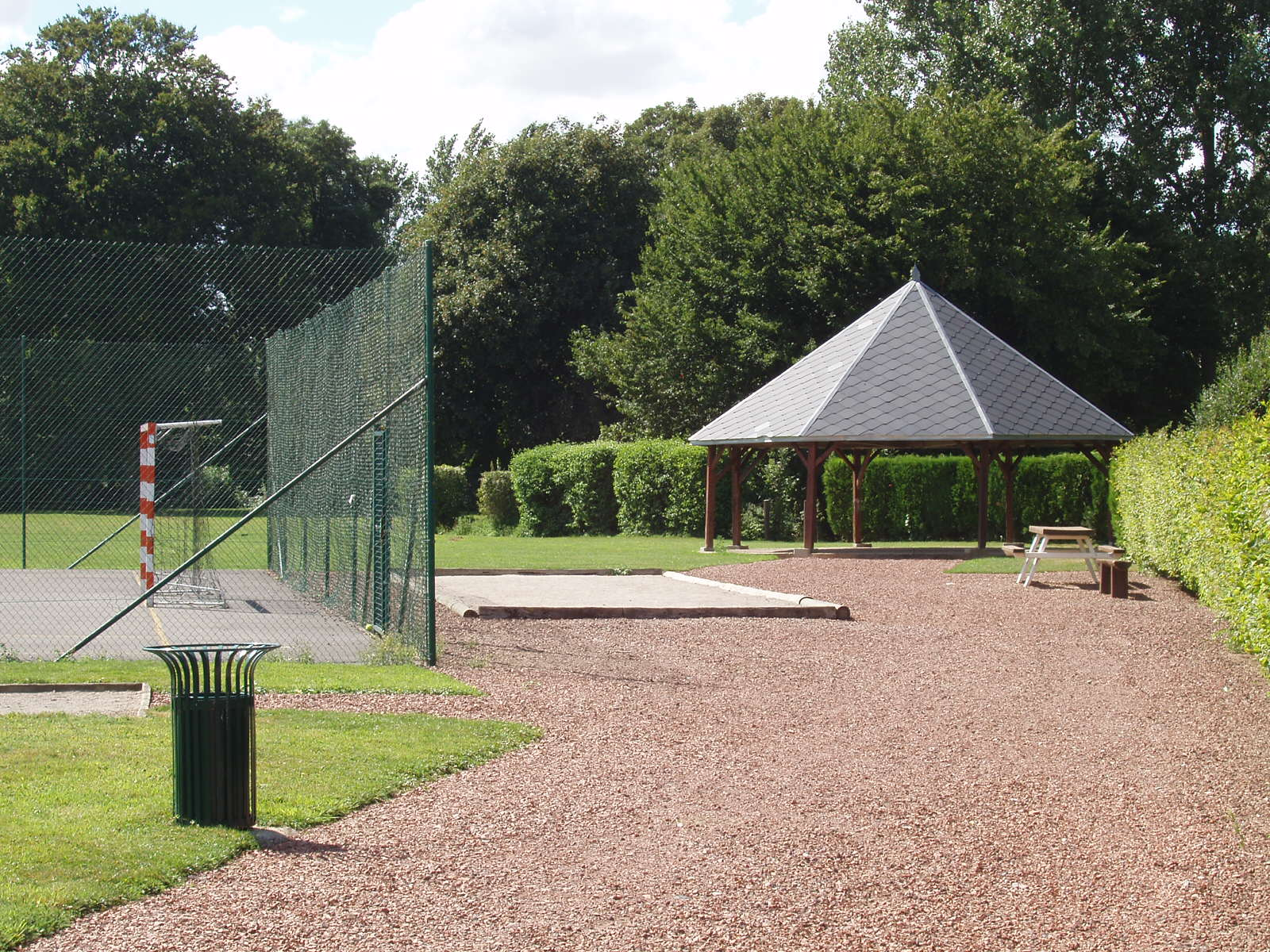
Plateau d'évolution.
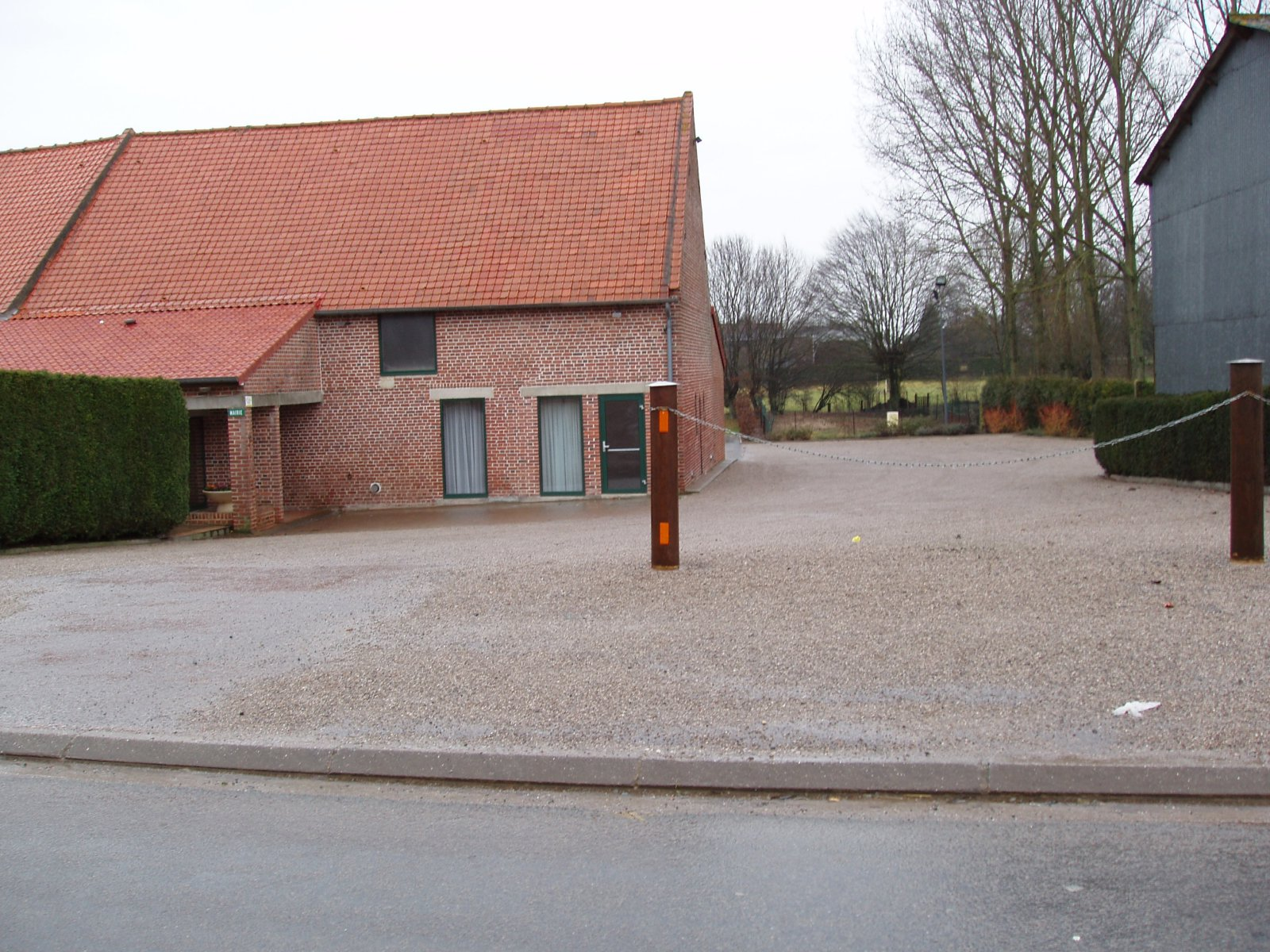
Salle des Fêtes.

#### Flèche à crochets
L'église d'Hermaville possède une flèche à crochets, comme certaines églises de communes voisines : Béthonsart, Savy-Berlette, Écoivres, Mingoval, Habarcq, Servins, Camblain-l'Abbé.
L'église est l'une des plus importantes du Ternois, reconstruite en 1782 dans le style classique, elle a conservé la tour-porche datée de 1659.

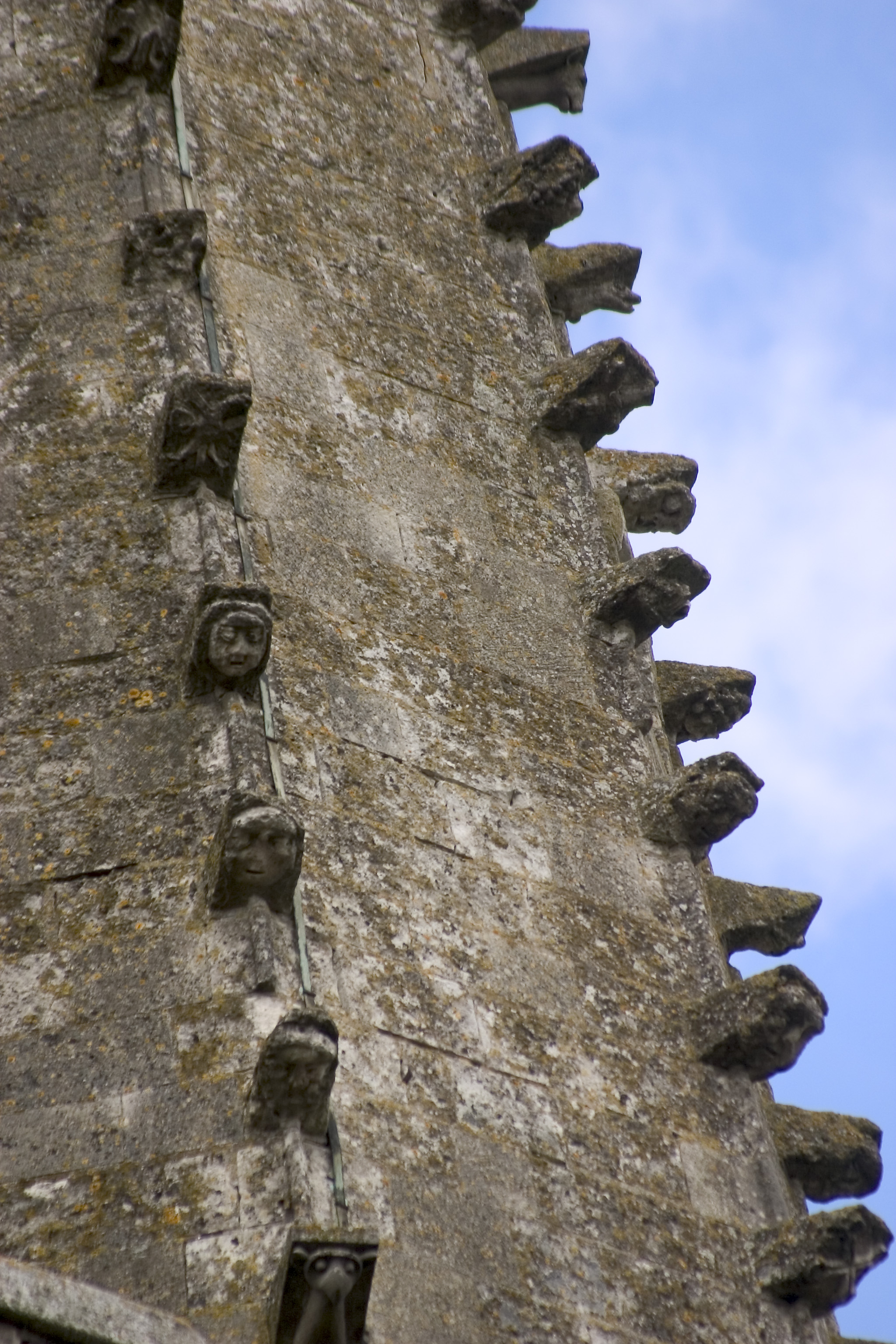
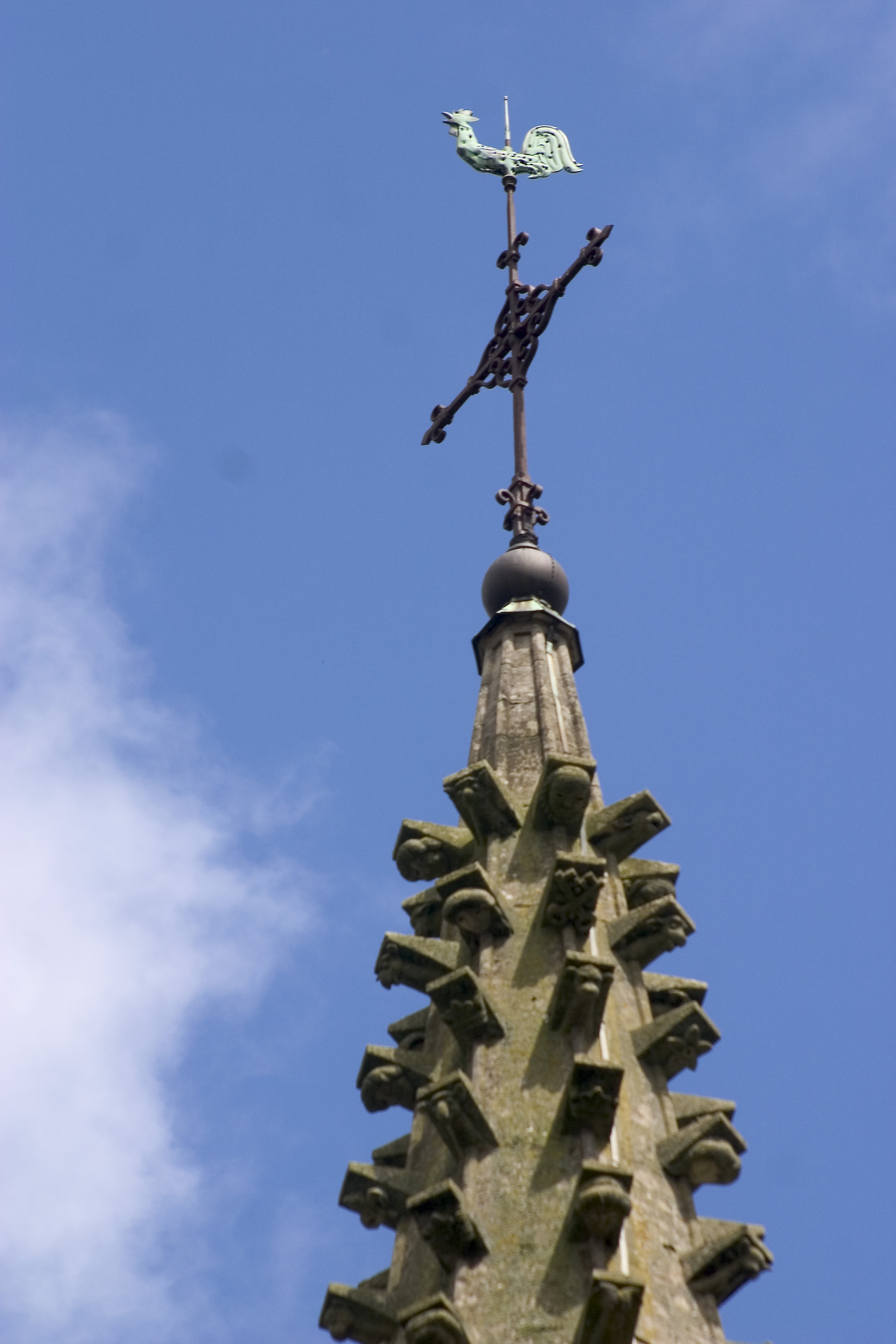

### Personnalités liées à la commune
- Roger Quillot, maire de Clermont-Ferrand et sénateur du Puy-de-Dôme, est né à Hermaville.

### Héraldique
|  | Les armes de la ville se blasonnent ainsi : De sable aux trois coquilles d'argent. |

Le blason d'Hermaville tire probablement son origine de celui de son seigneur, Antoine du Bois de Hoves, né en 1623 à Douai et décédé le 24 mai 1703 dans la même ville, seigneur d'Haucourt, de Lassus, d'Hermaville, de la Mouvardrie, du Londicq, de Duisans et de la baronnie de Fosseux, et dont les états de service sont les suivants :
- avocat en parlement,
- conseiller ordinaire du roi en son conseil provincial d'Artois,
- député général et ordinaire des États,
- reçu gratis bourgeois d'Arras le 7/10/1652,
- anobli janvier 1677,
- épousa  Jeanne GALBART par contrat passé le 15 juillet 1659 (AD62 1J1420).

Le blason d'Antoine du Bois de Hoves, d'azur à trois coquilles d'argent, est en effet fort similaire. La présence de la coquille, traditionnellement assimilée à Saint-Jacques-de-Compostelle, est en général liée au fait que la personne, ou l'un de ses ancêtres, ayant cheminé jusqu'à la cité jacquaire, a par la suite ajouté ce symbole au blason familial. Cela ne signifie pas forcément que la commune figurait sur les chemins de Saint-Jacques.

## Pour approfondir